# Hvid benved
Hvid Benved (Euonymus sieboldianus) er en art af benved fra Japan. Den bliver et lille hårdført træ med hvide kapsler og rødt frugtkød modsat den almindelige benved som har røde kapsler og orange frugtkød.
| Portal | Portal:Botanik |

| Træ | Spire Denne artikel om træer er en spire som bør udbygges. Du er velkommen til at hjælpe Wikipedia ved at udvide den. |